# باراک

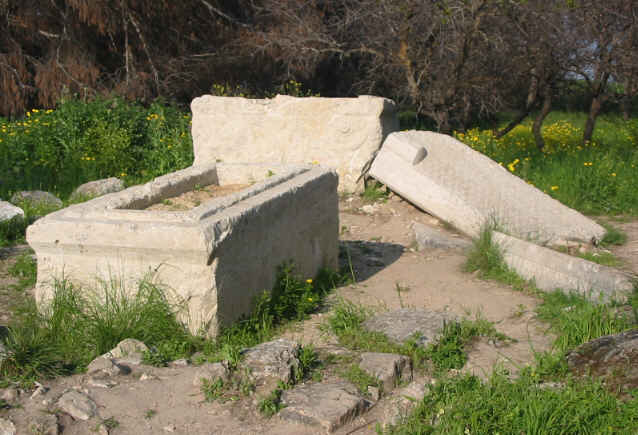
قبری در نزدیکی تل‌قادش منسوب به باراق یا دبوره

باراک یا باراق(عبری:בָּרָק به معنی «رعد») پسر ابینعام از قادش نفتالی رهبر نظامی و داور بنی‌اسرائیل بود که دبوره داور افرایم، او را برای جمع‌آوری لشکر در جنگ با یابین انتخاب کرد.لشکریان باراق از میان دو قبیله زبولون و نفتالی انتخاب شدند.مقر بنی‌اسرائیل کوهستان تابور و دشت‌های اسدرائلون بود. یابین، نهصد ارابه آهنی را به همراه سیسرا امیر حتی به جنگ با یهودیان فرستاد؛ طوفان آب‌های رودخانه قیشون را در دشت روان ساخت و ارابه‌های آهنی لشکر سیسرا بی‌استفاده گردید. در جنگ باراق با سیسرا، کنعانیان از بنی‌اسرائیل شکست خوردند. دبوره، پیش‌بینی کرده بود که سیسرا به دست زنی کشته خواهد شد؛ یائل به سیسرا زهر نوشاند، و با میخ چادر او را کشت. پس از پیروزی قطعی بنی‌اسرائیل و کشته شدن یابین، دبوره شعری سرود و در آن از باراق به نیکی یاد کرد.(کتاب داوران ۵:۴)باراق در عهد جدید نیز از قهرمانان ایمان نامیده شده‌است.(عبرانیان ۱۱:۳۴) روز بزرگداشت باراق در کلیسای انجیلی ارمنستان ۳۰ ژوئن است.